# Kornel Filipowicz
Kornel Filipowicz (ur. 27 października 1913 w Tarnopolu, zm. 28 lutego 1990 w Krakowie) – polski powieściopisarz, nowelista, scenarzysta, poeta. Autor 37 książek, znany z krótkich form literackich.

## Życiorys
Był synem Kornela (1876–1938) i Stanisławy z domu Futymy. Jego rodzice, urodzeni odpowiednio w Tulczynie i Sokalu, przenieśli się na zachód w wyniku I wojny światowej . Dzieciństwo i młodość spędził w Cieszynie (1923–1932), gdzie uczęszczał do szkoły podstawowej, a później do gimnazjum. Należał do grupy młodych literatów działających pod kierunkiem nauczyciela gimnazjalnego Juliana Przybosia. Z inspiracji Przybosia debiutował w 1934 opublikowanym w „Zaraniu Śląskim” opowiadaniem Zapalniczka i wierszem, który ukazał się w „Gazecie Artystów”.
W latach 1933–1938 studiował biologię na Uniwersytecie Jagiellońskim i był od 1934 do 1939 członkiem Związku Niezależnej Młodzieży Socjalistycznej. Współredagował miesięcznik „Nasz Wyraz” (1936–1939). Zainteresowanie sztuką współczesną, wpojone przez Przybosia, sprawiło, iż obracał się w kręgach artystycznej awangardy (bliska znajomość z członkami Grupy Krakowskiej: Wicińskim, Sternem, Łewyckim i in., kręgiem teatru Cricot założonego przez Józefa Jaremę), zajmował się również krytyką sztuki jako prasowy recenzent. 
Po wybuchu wojny brał udział w kampanii wrześniowej, po ucieczce z niewoli zaangażował się w działalność konspiracyjną, pracując w kamieniołomach w Zagnańsku (1940–1943). Jesienią 1941 jako jedyna osoba odwiedzał potajemnie Przybosia w gospodarstwie Jerzego Hohendorffa w Zwertowie pod Żółkwią, później utrzymywał z nim kontakt korespondencyjny. Po aresztowaniu był więźniem obozów koncentracyjnych Groß-Rosen i Sachsenhausen (1944–1945). Po wojnie zamieszkał w Krakowie.
W 1943 wydał konspiracyjnie w 10 egzemplarzach tomik wierszy Mijani, zilustrowany przez Marię Jaremę. W 1953 podpisał Rezolucję Związku Literatów Polskich w Krakowie w sprawie procesu krakowskiego. W latach 50. i 60. wraz z braćmi Stanisławem i Tadeuszem Różewiczami tworzył nieformalną grupę twórczą „Miczura-Film”, dla której pisał wraz z T. Różewiczem scenariusze filmowe. Sygnatariusz Listu 59 (1975). Członek i działacz Związku Literatów Polskich do 1981 r., wiceprezes Oddziału Krakowskiego ZLP. Członek założyciel Towarzystwa Kursów Naukowych (1978). W latach osiemdziesiątych publikował poza cenzurą m.in. w NaGłosie i Zapisie. Współzałożyciel miesięcznika Pismo. Współautor (wraz z T. Różewiczem) scenariuszy filmów Moje miejsce na ziemi (1960), Głos z tamtego świata (1962). Został pochowany na cmentarzu Salwatorskim w Krakowie. 
Relacje pisarstwa Filipowicza z filozofią egzystencjalistów, zwłaszcza Sartre’a i Camusa, opisała Justyna Gorzkowicz w książce W poszukiwaniu antagonisty. O wątkach egzystencjalnych w twórczości Kornela Filipowicza (2018)
W swojej twórczości powracał do związków z ziemią cieszyńską m.in. w Profilach moich przyjaciół, Białym ptaku czy Ulicy Głębokiej. W pozostawionych przezeń materiałach zachowały się fragmenty Pana Tadeusza przełożone na gwarę cieszyńską.

## Życie prywatne
Był mężem polskiej artystki, Marii Jaremy (1908–1958), z którą miał syna Aleksandra (ur. 1943).
Drugą żoną pisarza była Maria Próchnicka-Filipowicz (1929–2013), historyk sztuki, miał z nią syna Marcina (ur. 1964).
Od października 1967 roku do śmierci był związany z poetką Wisławą Szymborską, nie łączył ich jednak nigdy związek małżeński ani wspólne mieszkanie. W 2016 opublikowano ich korespondencję – zbiór pt. Listy. Najlepiej w życiu ma twój kot – przechowywaną (zgodnie z wolą poetki) w Bibliotece Jagiellońskiej. Pierwszy z listów Filipowicz wysłał 4 kwietnia 1966. W kopercie znajdowały się trzy zdjęcia małp z krakowskiego ZOO i kartka, na której Filipowicz naszkicował kwiatek (podpisany „W dniu kobiet – kwiatek od mężczyzny”) i napisał zdanie: „Ten skromny przyczynek do małpologii proszę przyjąć od Kornela Filipowicza”. W następnych latach niemal codziennie pisali do siebie listy, cechujące się jednakowo dużym poczuciem humoru i czułością. Tomasz Fiałkowski i Sebastian Kudas (wydawcy zbioru listów) nazywają Kornela Filipowicza „jednym z najważniejszych polskich prozaików i (co chyba najistotniejsze) największą miłością w życiu Poetki”. Po jego śmierci napisała wiersz Kot w pustym mieszkaniu.
Filipowicz urządzał spływy kajakowe Wisłą, w których brali udział jego przyjaciele i rodzina, np. Tadeusz Różewicz, Julian Przyboś, Artur Sandauer czy Jonasz Stern. Pisarz interesował się także wędkarstwem, co znalazło odbicie w jego twórczości.

## Nagrody
Laureat nagród Ministra Kultury i Sztuki, odznaczony Złotym Krzyżem Zasługi, Krzyżem Oficerskim Orderu Odrodzenia Polski. Pierwszy prezes krakowskiego oddziału Stowarzyszenia Pisarzy Polskich. W 1973 otrzymał Nagrodę Miesięcznika Odra za całokształt twórczości prozatorskiej.

## Proza

### Opowiadania, powieści
- Krajobraz niewzruszony (1947), opowiadania
- Nauka o ziemi ojczystej t.1 Księżyc nad Nidą (1950), powieść
- Nauka o ziemi ojczystej t.2 Błękitny zeszyt (1955), powieść
- Profile moich przyjaciół (1954), opowiadania
- Niepokój młodego serca t.1 Ulica Gołębia (1955), powieść
- Po burzy (1956; wyd. rozsz. 1959), opowiadania
- Niepokój młodego serca t.2 Jutro znów wojna (1958), powieść
- Ciemność i światło (1959), opowiadania
- Biały ptak (1960), opowiadania
- Romans prowincjonalny (1960), powieść
- Pamiętnik antybohatera (1961), powieść
- Mój przyjaciel i ryby (1963), opowiadania
- Jeniec i dziewczyna (1964), powieść
- Ogród pana Nietschke (1965), powieść
- Mężczyzna jak dziecko (1967), powieść
- Dziewczyna z lalką, czyli o potrzebie smutku i samotności (1968), opowiadania
- Co jest w człowieku? (1971), opowiadania
- Śmierć mojego antagonisty (1972), opowiadania
- Gdy przychodzi silniejszy (1974), opowiadania
- Światło i dźwięk, czyli o niedoskonałości świata (1975), opowiadania
- Kot w mokrej trawie (1977), opowiadania
- Dzień wielkiej ryby. Opowiadania rybackie 1946-1976 (1978), opowiadania
- Zabić jelenia! (1978), opowiadania
- Między snem a snem (1980), opowiadania
- Miejsce i chwila (1985), opowiadania
- Rozmowy na schodach (1989), opowiadania
- Wszystko, co mieć można (1991), opowiadania
- Rozstanie i spotkanie: Opowiadania ostatnie (1995), opowiadania

### Opowiadania wybrane
- Światło każdego dnia (1962, Czytelnik)
- Opowiadania wybrane (1964, Wydawnictwo Literackie)
- Koncert f-moll i inne opowiadania (1982, Wydawnictwo Literackie), zawiera 10 opowiadań
- Miejsce i chwila (1985, Wydawnictwo Literackie), zawiera 49 opowiadań
- Krajobraz, który przeżył śmierć (1986, Wydawnictwo Literackie), zawiera 34 opowiadania
- Rzadki motyl (1995, Wydawnictwo Literackie), wybór: Wisława Szymborska, zawiera 24 opowiadania
- Opowiadania wybrane (1999, Siedmioróg), zawiera 19 opowiadań
- Opowiadania cieszyńskie (2000, Cieszyński Ośrodek Kultury „Dom Narodowy”), zawiera 18 opowiadań
- Modlitwa za odjeżdżających (2004, Rosner i Wspólnicy), zawiera 25 opowiadań
- Cienie (2007, Wydawnictwo Literackie), wybór: Wisława Szymborska, zawiera 12 opowiadań
- Moja kochana, dumna prowincja (2017, Społeczny Instytut Wydawniczy Znak), wybór: Justyna Sobolewska, zawiera 17 opowiadań
- Romans prowincjonalny i inne historie (2018, Społeczny Instytut Wydawniczy Znak), wybór: Wojciech Bonowicz, zawiera: 2 powieści (Romans prowincjonalny; Jeniec i dziewczyna) oraz 15 opowiadań
- Pamiętnik antybohatera i inne utwory (2020, Wydawnictwo Iskry), zawiera powieść tytułową, 2 opowiadania oraz wiersze
- Formikarium, czyli w moim świecie mrówek. Opowiadania (2021, Społeczny Instytut Wydawniczy Znak), wybór: Agnieszka Dauksza, zawiera 21 opowiadań

### Powieści zebrane
- Motywy (1973, Wydawnictwo Literackie), zawiera 5 powieści

## Inne

### Korespondencja
- Najlepiej w życiu ma twój kot. Listy (2016, Wydawnictwo Znak) – Wisława Szymborska i Kornel Filipowicz

### Dramat
- Nowy Guliwer (1952, Nasza Księgarnia), autorzy: Władysław Jarema, Kornel Filipowicz

## Poezja
- Mijani (1943)
- Powiedz to słowo (1984)

## Filmografia
- Trzy kobiety (1956) – scenariusz
- Miejsce na ziemi (1959) – scenariusz
- Głos z tamtego świata (1962) – scenariusz
- Piekło i niebo (1966) – scenariusz
- Szklana kula (1972) – scenariusz
- Egzekucja w ZOO (1975) – scenariusz